# Funcheira (stacja kolejowa)
Funcheira (port: Estação Ferroviária de Funcheira) – stacja kolejowa w miejscowości Funcheira, w gminie Ourique, w regionie Alentejo, w Portugalii. Znajduje się na Linha do Sul.

## Charakterystyka
W styczniu 2011 roku, stacja posiadała 3 tory o długości odpowiednio 552, 399 i 326 metrów; dwa perony miały 196 i 212 i 69 m długości. Pierwszy peron ma 25 cm wysokości, a drugi wyspowy 70 cm.

## Historia
Linia została otwarta w 1888 roku w ramach Caminho de Ferro do Sul. Stację otwarto dopiero 23 sierpnia 1914.

## Linie kolejowe
- Linha do Sul
- Linha do Alentejo